# Zora (nome)
Zora (in cirillico: Зора) è un nome proprio di persona slavo femminile, attestato in ceco, slovacco, croato, sloveno, serbo, bulgaro e macedone.

## Varianti
- Bulgaro
- Croato: Zorana[1]
- Serbo: Зорана (Zorana)[1]
- Sloveno: Zarja[1]

Ipocoristici
- Bulgaro: Зорка (Zorka)[1]
- Ceco: Zorka[1]
- Croato: Zorka[1], Zorica[1]
- Macedone: Зорка (Zorka)[1], Зорица (Zorica)[1]
- Serbo: Зорка (Zorka)[1], Зорица (Zorica)[1]
- Slovacco: Zorka[1]
- Sloveno: Zorka[1]

Maschili
- Croato: Zoran[1]
- Macedone: Зоран (Zoran)[1]
- Serbo: Зоран (Zoran)[1]
- Sloveno: Zoran[1]

In altre lingue
- Russo: Заря́ (Zarja)
- Ucraino: Зоряна (Zorjana)[1]
- Ungherese: Zóra

## Origine e diffusione

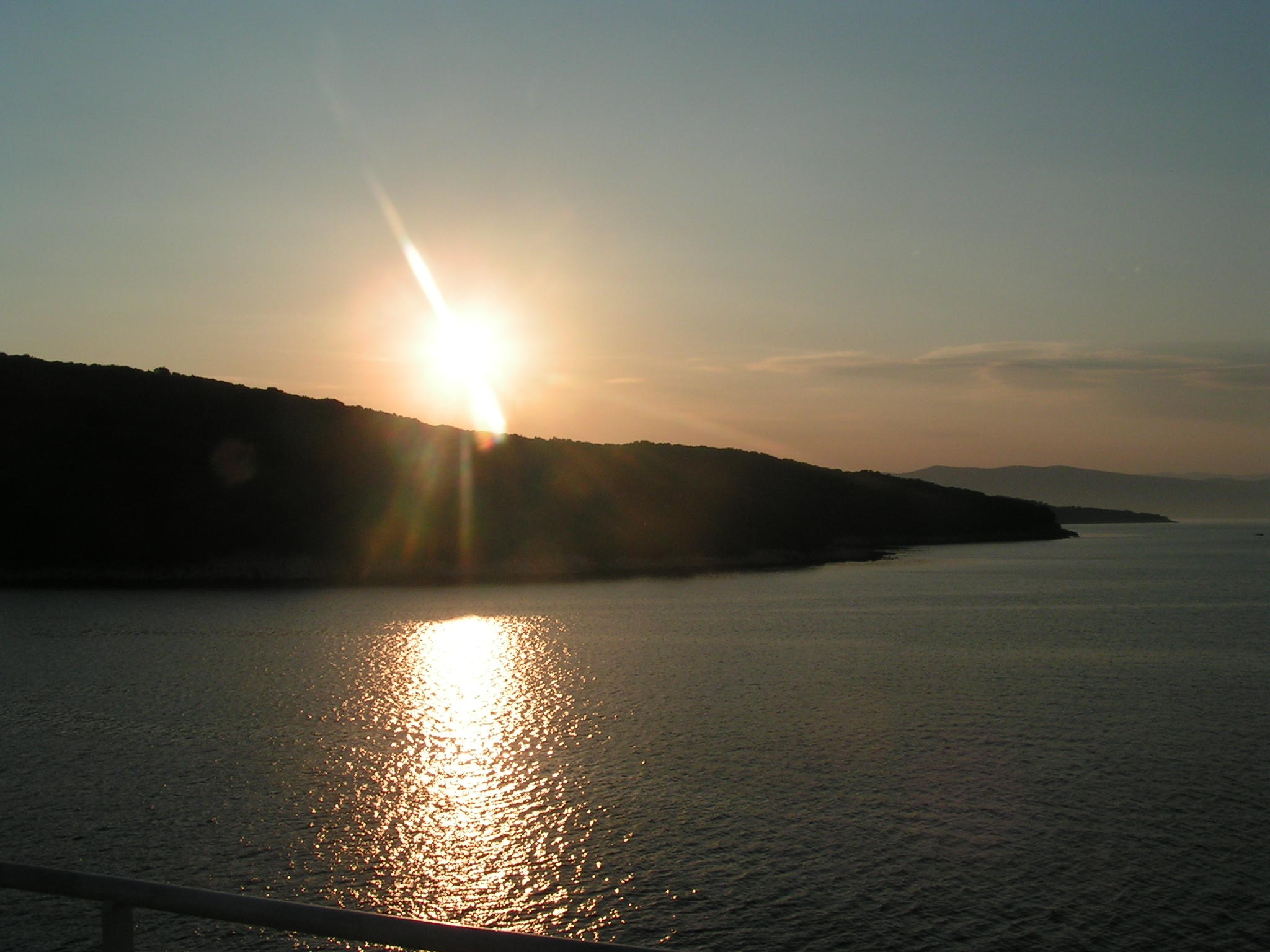
L'aurora sulle isole Quarnerine (Croazia)

Deriva dall'omonimo termine slavo occidentale che vuol dire "alba", "aurora", e quindi ha lo stesso significato dei nomi Alba, Dawn, Hajna, Aurora, Anatolio, Rossana, Agim e Aušra.
Il nome è portato, nel folclore slavo, da Zoria, una dea (o un insieme di dee) che personifica l'alba, e Zorica è uno degli appellativi slavi della stella del mattino; il nome è stato usato anche per Zarja, il primo modulo della stazione spaziale internazionale. 
Il nome Zoria è attestato anche nei paesi anglofoni, dove però potrebbe rappresentare un derivato di Zoraida.

## Onomastico
Il nome è adespota, ovvero non è portato da alcuna santa. L'onomastico ricade dunque il 1º novembre, giorno di Ognissanti.

## Persone
- Zora Brziaková, cestista slovacca
- Zora Kerowa, attrice ceca

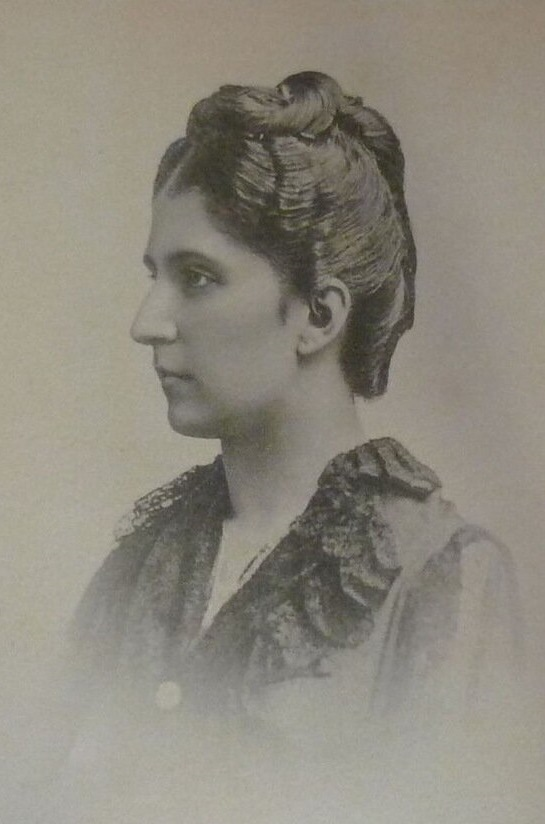
Zorka del Montenegro

- Zora Neale Hurston, scrittrice e antropologa statunitense
- Zora Piazza, attrice italiana

### Varianti femminili
- Zorka del Montenegro, figlia di Nicola I del Montenegro
- Zorica Đurković, cestista jugoslava
- Zorka Janů, attrice cecoslovacca
- Zorana Mihajlović, politica serba
- Zorica Mitov, cestista serba

### Variante maschile Zoran

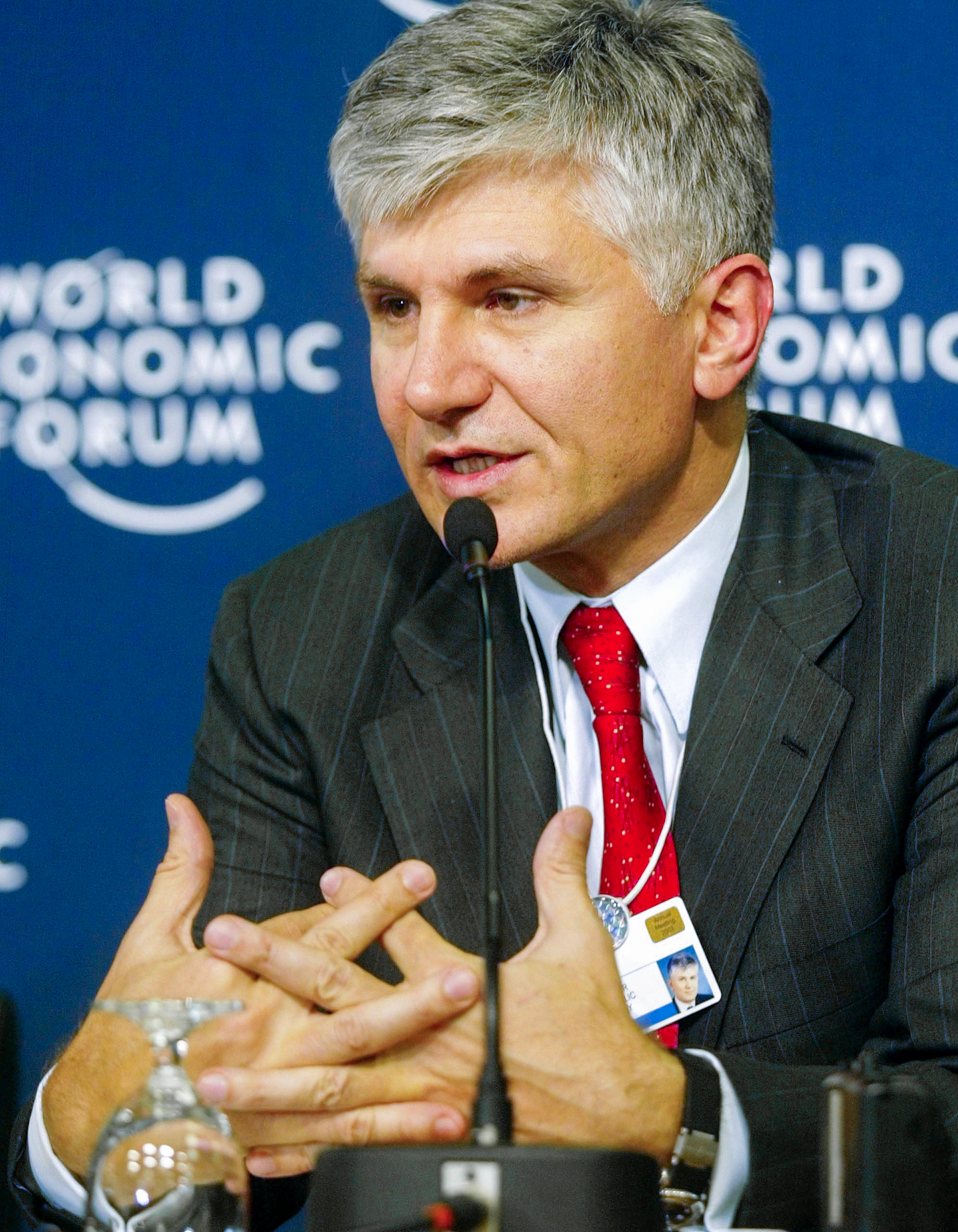
Zoran Đinđić

- Zoran Barišić, allenatore di calcio e calciatore austriaco
- Zoran Đinđić, politico e filosofo serbo
- Zoran Korach, attore statunitense
- Zoran Mirković, calciatore e dirigente sportivo serbo
- Zoran Mušič, pittore e incisore sloveno
- Zoran Pavlovič, calciatore sloveno
- Zoran Planinić, cestista croato
- Zoran Tošić, calciatore serbo
- Zoran Živković, scrittore, saggista, ricercatore e bibliofilo serbo

## Il nome nelle arti
- Zora Pabst è la protagonista della serie a fumetti Zora la vampira, e delle opere da esso tratte.
- Zoran Spazzapan è un personaggio del film del 2013 Zoran - Il mio nipote scemo, diretto da Matteo Oleotto.